# Antonie Solomon
Antonie Solomon (n. 18 noiembrie 1955, Cârna, România) este fostul primar al municipiului Craiova. În perioada 2001-2004 a fost viceprimar al municipiului Craiova, iar în anul 2004 a candidat din partea PSD la Primăria Craiova și a obținut mandatul de primar. La alegerile locale din 2008 a candidat din partea PD-L și a obținut al doilea mandat consecutiv la primăria municipiului Craiova. În data de 2 martie 2010 a fost reținut de Direcția Națională Anticorupție, pentru luare de mită. Tribunalul din Pitești a dispus în data de 3 martie 2010 arestarea preventivă a lui Solomon pentru 29 de zile, fiind forțat de aceste circumstanțe să renunțe la funcție.
A revenit la funcția de primar în luna iulie a anului 2011 și a rămas în acest post până în iunie 2012.
Deși anunțase că a renunțat la politică, imediat după eliberarea din arest, în 2012 a candidat la funcția de primar al Craiovei, dar a pierdut în fața candidatei USL, Lia Olguța Vasilescu. La 10 octombrie 2012, Antonie Solomon a anunțat că a demisionat din UNPR. La 25 octombrie 2012, a anunțat că s-a înscris în PPDD și a obținut un mandat de senator la alegerile parlamentare din 2012. 
La alegerile parlamentare din 2012, Antonie Solomon, a candidat pentru Parlamentul României pe listele PPDD pentru funcția de senator.
Solomon a schimbat opt partide politice până în prezent. În 2019, s-a înscris în Pro România, partidul lui Victor Ponta, dar, ca urmare a unor neînțelegeri, îl părăsește, după scurt timp.
În 2020, candidează oficial la Primăria Craiovei, de această dată pe listele Partidului Ecologist Român, unde s-a situat pe locul al treilea, obținând 20,75% din voturile alegătorilor. Începând cu același an, este ales vicepreședinte al Consiliului Județean Dolj.

## Condamnarea penală
În anul 2013, Solomon a fost condamnat definitiv la trei ani de închisoare și trei ani de interzicere a unor drepturi, pentru luare de mită. A fost eliberat condiționat în decembrie 2014. 